# René Rovera
René Rovera, né le 21 avril 1968 à Cannes, est un triathlète français, vainqueur sur triathlon Ironman, participant une dizaine de fois à la finale mondiale à Hawaï entre 1996 et 2007.

## Biographie

### Carrière professionnelle
Né le 21 avril 1968 à Cannes, René Rovera rejoint le Triathl'Aix, son club de triathlon, ainsi que le CN Antibes pour la natation, le CC Salon pour le cyclisme et le MN Athlétique Club pour la course à pied. Son idole est Mark Allen, sextuple vainqueur de l'Ironman d'Hawaï. Il participe pour la première fois à cette course en 1996. En 1997, le Cannois est sacré vice-champion de France longue distance et termine treizième de l'Ironman, faisant de lui un potentiel outsider pour l'édition 1998,. Vice-champion du monde de duathlon 1998, il termine septième de l'Ironman d'Hawaï, sa meilleure performance.
Après quelques années moins fastes et des participations à l'Ironman, l'année 2004 est celle de la réussite pour René Rovera. Il remporte pour la première fois un Ironman, celui de Lanzarote, et retrouve le top 10 à Hawaï, avec une neuvième place finale. Il est régulièrement montré comme l'« athlète français le plus expérimenté de l'Ironman d'Hawaï »,. Sa meilleure performance sur cette course est de 8 h 39 min 54 s. Pour sa dernière saison de triathlon, en 2007, âgé de 39 ans, René Rovera se qualifie pour la finale mondiale d'Ironman. Mais ses adieux au triathlon ne se passent pas comme prévu, et Rovera ne peut pas prendre le départ de la course.

### Reconversion
En 2007, René Rovera se reconvertit dans le trail et l'ultra-trail. Il fait également quelques semi-marathons. En 2013, il annonce son retour sur l'Ironman d'Hawaï, pour faire correctement ses adieux au triathlon, après une édition 2007 manquée. À travers l'Ironman France, il valide sa qualification pour la finale mondiale. Lors de la finale, il termine 62e, à l'âge de 47 ans. Mais surtout, il remporte le titre honorifique de champion du monde Ironman de la classe d'age vétéran 2 (45-50).
Il se concentre ensuite sur ses activités en ultra-trail, terminant à la quatrième place à la CCC, considérée comme son objectif de l'année. En 2015, il se concentre sur l'Ultra-Trail du Mont-Blanc (UTMB), qu'il considère comme « son objectif suprême », comme l'Ironman d'Hawaï l'est pour le triathlon. Pour sa première participation, en 2015, il est forcé à l'abandon après seize heures d'effort.
Il devient également directeur d'un restaurant,.

## Palmarès
Le tableau présente les résultats les plus significatifs (podium) obtenus sur le circuit national et international de triathlon et en duathlon depuis 1997,. 
| Année | Compétition                                        | Pays    | Position           | Temps           |
| ----- | -------------------------------------------------- | ------- | ------------------ | --------------- |
| 2004  | Ironman Lanzarote                                  | Espagne | Médaille d'or      | 8 h 48 min 31 s |
| 2002  | Ironman Suisse Zurich                              | Suisse  | Médaille de bronze | 8 h 43 min 8 s  |
| 1998  | Powerman Duathlon Zofingen                         | Suisse  | Médaille d'argent  | 6 h 22 min 3 s  |
| 1998  | Championnats du monde de duathlon longue distance  | Suisse  | Médaille d'argent  | 6 h 22 min 3 s  |
| 1998  | Championnats de France de duathlon longue distance | France  | Médaille d'argent  | Timing          |
| 1997  | Championnat de France longue distance              | France  | Médaille d'argent  | Timing          |